# Carl Leberecht Meßow
Carl Leberecht Meßow (auch Karl Leberecht Messow) (* 15. April 1759 in Obersdorf bei Frankfurt (Oder); † 12. November 1825 in Biederitz bei Magdeburg) war ein deutscher evangelischer Geistlicher.

## Leben
Carl Leberecht Meßow wurde als Sohn des Predigers Johann Gottfried Meßow geboren.
Er begann 1777 ein dreijähriges Theologie-Studium an der Universität Halle. 1783 erhielt er vom Generalmajor Heinrich Gottlob von Braun die Berufung zum Feldprediger bei dessen Infanterieregiment „Graf von Lottum“ in Berlin. In dieser Anstellung blieb Meßow bis 1794, anschließend übernahm er die Pfarrstelle in Biederitz. 1797/98 ließ er ein neues Pfarrhaus errichten, das auch heute noch besteht.
Als im August 1801 in Biederitz die Pocken grassierten, ließ Meßow seine Kinder mit den neu entdeckten Kuhpocken impfen, wodurch sie sich nicht ansteckten.
1811 erfolgte seine Ernennung zum Superintendenten und zum Schulinspektor der Schulen in Burg, Parchau, Schartau, Niegripp, Lostau, Hohenwarthe, Gerwisch, Detershagen, Schermen, Woltersdorf, Körbelitz und Biederitz. Er setzte sich nachhaltig für die Ausbildung der Kinder und Jugendlichen ein und konnte 1811 Christian Gottfried Neubauer als Lehrer für die Biederitzer Schule gewinnen; diesen schickte er für einen Monat an die Görlitzer Musterschule. Gemeinsam reformierten beide die Biederitzer Schule so erfolgreich, dass sie zur geachteten Musterschule der Umgebung aufstieg; von Magdeburg bis Genthin kamen Lehrer, um sich über die bedeutenden Schulerfolge zu informieren und zu lernen.
1812 gründete er in Biederitz einen Sängerchor. Obwohl unbekannt ist, wie lange dieser bestand und welche Nachfolgechöre entstanden, wird davon ausgegangen, dass es seitdem in Biederitz immer einen Chor gab. Heute verfügt der Ort als Chor über die Biederitzer Kantorei.
Als Magdeburg noch von den Franzosen besetzt war, erhielt Carl Leberecht Meßow am 10. April 1814 in seiner Eigenschaft als Feldprediger den Befehl, vor dem versammelten Blockadekorps des rechten Elbufers auf den Heyrothsberger Sandbergen einen Feldgottesdienst abzuhalten.
Im Frühjahr 1815 legte er gemeinsam mit Neubauer in den Mühlbergen von Biederitz nach Anregungen durch die Turnbewegung um Friedrich Ludwig Jahn und nach dessen Muster einen Turnplatz für die Jugend an, auf dem im Alter von 13 Jahren auch Carl Friedrich Koch (1802–1870), Förderer des frühen Turnens in Magdeburg, seine Übungen vollzog.

## Werke
- Bericht des Herrn Schulinspectors Messow über den Fortgang des Gesangbildungsunterrichts in den Schulen seiner Inspection. Der neueste deutsche Schulfreund: eine Zeitschrift für Lehrer an Bürger- und Landschulen. Magdeburg: Heinrichshofen. Bd. 6 (1816), S. 1–12.
- Brief des Herrn Schulinspectors Messow an den Herausgeber, über die Turnübungen in Biederitz. Der neueste deutsche Schulfreund : eine Zeitschrift für Lehrer an Bürger- und Landschulen. Magdeburg: Heinrichshofen. Bd. 6 (1816), S. 56–61.
- Zwei Turnlieder. Der neueste deutsche Schulfreund: eine Zeitschrift für Lehrer an Bürger- und Landschulen. Magdeburg: Heinrichshofen. Bd. 6 (1816), S. 62–65.
- Wie lassen sich die in Landschulen erworbenen Kenntnisse und Fertigkeiten auch späterhin bewahren und vermehren? Eine ernste Frage für Lehrer und Eltern - beantwortet von C. L. Messow. Der neueste deutsche Schulfreund: eine Zeitschrift für Lehrer an Bürger- und Landschulen. Magdeburg: Heinrichshofen. Bd. 9 (1820), S. 1–19
- Reinhard Szibor; Biederitzer Kantorei: Vom Sängerchor des Schulinspektors Carl-Leberecht Messow bis zur Biederitzer Kantorei des Kantors Michael Scholl: eine Dokumentation zu kulturhistorischen Fakten aus dem Jerichower Land (Biederitz, Menz, Möckern und Nedlitz): 200 Jahre Chöre in Biederitz (1812–2012): 25 Jahre Biederitzer Kantorei (1989–2014). Aachen : Shaker Verlag, 2014.